# 루크 다항식
루크 다항식(Rook Polynomials)은 이산 수학에 소개되어있는 내용으로, 체스의 말 중 하나인 루크를 사용해 만든 다항식 문제이다. 체스의 말 중 하나인 룩은 마치 장기의 차(車)와 같이 자신이 놓인 행 또는 열에 있는 다른 어떤 말도 직선으로 가서 잡는다. 루크 다항식은 이 룩들이 서로 잡지 못하도록 체스판 위의 제한된 곳에 놓는 방법의 수를 구하는 문제이다. 체스를 이용한 다른 문제로는 퀸 문제, 나이트 문제 등등이 있다. 현재 n곱하기n꼴에서의 룩의 최대 개수에 대한 일반항을 연구하는 수학자들도 존재한다.